# Giuseppe Piccioni
Pour les articles homonymes, voir Piccioni.
Giuseppe Piccioni, né le 2 juillet 1953 à Ascoli Piceno, est un réalisateur italien.

## Filmographie
- 1987 : Il grande Blek
- 1991 : Chiedi la luna
- 1993 : Condannato a nozze
- 1996 : Cuori al verde
- 1997 : Le parole del cuore
- 1999 : Hors du monde (Fuori dal mondo)
- 2001 : Luce dei miei occhi
- 2002 : Sandra, ritratto confidenziale
- 2003 : Margherita, ritratto confidenziale
- 2004 : La vita che vorrei
- 2009 : Giulia non esce la sera
- 2012 : Il rosso e il blu
- 2016 : Questi giorni
- 2022 : L'ombra del giorno

## Distinctions
- 1997 : Grand Prix du Festival international du film de comédie de l'Alpe d'Huez pour Cuori al verde.
- 1999 : David di Donatello du meilleur film pour Hors du monde.
- 1999 : prix Sergio-Leone au Festival du film italien d'Annecy pour Hors du monde.